# Aimable Pélissier
Aimable Jean Jacques Pélissier duca di Malakoff (Maromme, 6 novembre 1794 – Algeri, 22 maggio 1864) è stato un generale francese, Maresciallo di Francia dal 1855.

## Biografia

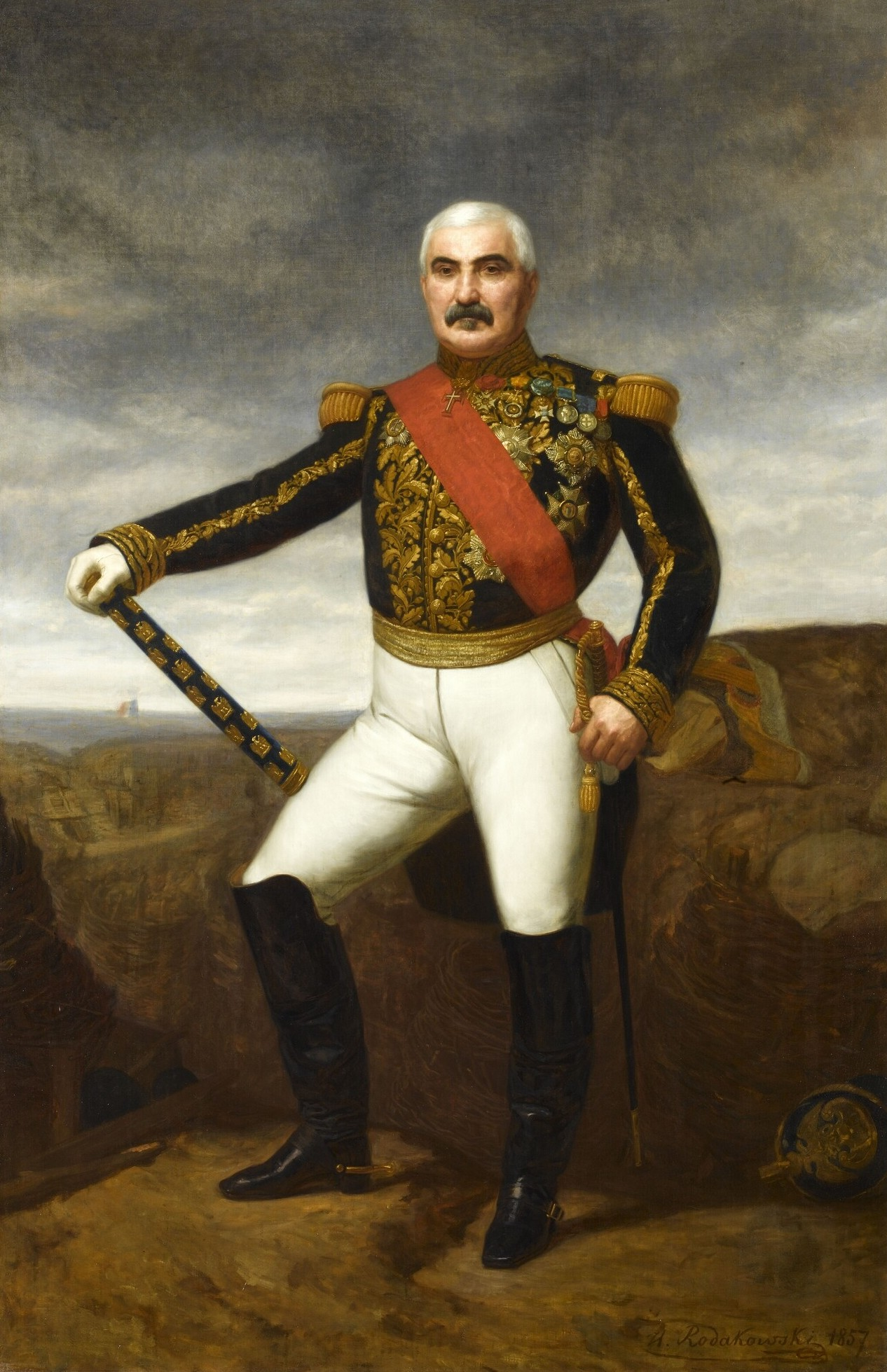
Ritratto di Pélissier col bastone di maresciallo di Francia

Nacque da una famiglia di artigiani benestanti, il padre essendo impiegato in una polveriera.
Dopo aver frequentato la Prytanée national militaire di La Flèche e l'École spéciale militaire de Saint-Cyr, entrò nell'esercito nel 1815 come sottotenente in un reggimento di artiglieria. I brillanti risultati ottenuti agli esami del 1819 gli valsero l'assegnazione al comando. Servì come aiutante di campo nella campagna spagnola del 1823 e nella spedizione di Morea 1828-1829.
Nel 1830 prese parte alla spedizione d'Algeria e al ritorno fu promosso al grado di chef d'escadron.
Dopo alcuni anni di servizio allo Stato maggiore di Parigi fu inviato nuovamente in Algeria come capo del comando della provincia di Orano col grado di tenente colonnello e ivi rimase fino alla guerra di Crimea, svolgendo un ruolo chiave in molte importanti operazioni.

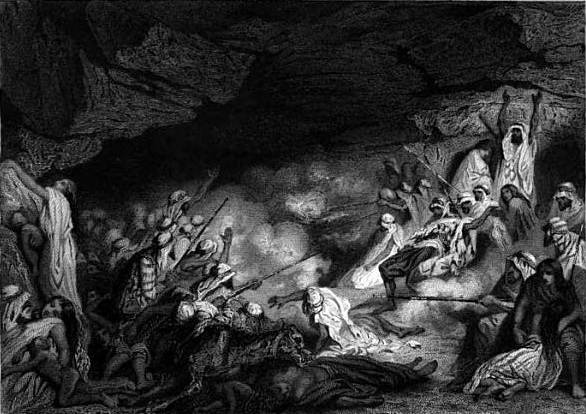
Le grotte di Dahra, acquaforte di Tony Johannot.

La durezza del suo comportamento nello sterminare un'intera tribù araba nelle caverne di Dahra (o Dahna), vicino a Mostaganem, dove la tribù aveva trovato rifugio (18 giugno 1845), suscitò una tale indignazione in Europa che il ministro della guerra, maresciallo Soult, espresse pubblicamente la propria disapprovazione; ma il maresciallo Bugeaud, governatore generale d'Algeria, non solo approvò ma elevò Péllissier al grado di generale di brigata, grado che tenne sino al 1850, quando fu promosso generale di divisione.
Dopo le battaglie di ottobre e novembre 1854 davanti a Sebastopoli, Pélissier fu inviato in Crimea, dove il 16 maggio 1855 succedette al maresciallo Canrobert come comandante in capo delle forze francesi impegnate nell'assedio della città. Il 12 dello stesso mese fu promosso maresciallo di Francia.
Il suo comando fu caratterizzato da un'ininterrotta pressione sul nemico e da un'inalterabile determinazione a condurre la campagna senza subire interferenze da parte del governo di Parigi. La sua perseveranza fu coronata dal successo nell'assalto alla torre di Malakoff, l'8 settembre, che pose fine all'assedio e diede la vittoria alle forze anglo-francesi.
Massone, durante l'assedio di Sebastopoli partecipò alla fondazione della Loggia "Saint Jean de Crimée".
Al suo ritorno a Parigi fu nominato senatore, creato "Duca di Malakoff" (22 luglio 1856; l'unico altro titolo per campagne vittoriose assegnato da Napoleone III - sempre un titolo ducale - fu per la vittoria di Magenta nella campagna d'Italia, al generale Patrice de Mac-Mahon), e premiato con una rendita annuale di 100.000 franchi.
Dal marzo 1858 al maggio 1859 fu ambasciatore a Londra, ma venne richiamato in patria per assumere il comando dell'armata di guardia al Reno. Nello stesso anno divenne gran cancelliere della Legion d'Onore. Nel 1860 fu nominato governatore generale dell'Algeria, dove morì nel 1864.

## Araldica
| Stemma | Descrizione                        | Blasonatura |
|        | Aimable Pélissier Duca di Malakoff | al capo dei duchi dell'Impero francese; inquartato: al 1° d'azzurro, alla spada d'oro; al 2° d'oro alla palma di verde; al 3° d'oro al leone di rosso coronato del medesimo; al 4° d'azzurro alla croce greca d'argento. Sul tutto d'argento alla corona murale di nero avente sulla cerchia il motto SEVASTOPOL in lettere d'oro, sormontato da tre bandiere fluttuanti: inglese, francese e piemontese. Tenenti: a destra uno zuavo del 2º reggimento, a sinistra un montagnardo. Motto: VIRTUTIS FORTUNA COMES |